# Фонд феміністської більшості
Фонд феміністської більшості (FMF) (англ. Feminist Majority Foundation) — неприбуткова організація зі штаб-квартирою в окрузі Арлінгтон, Вірджинія, США, чия місія полягає в протидії насильству проти жінок, розширенні прав і можливостей жінок, підтримки гендерної рівності та економічного розвитку. Назва «Феміністська більшість» з'явилася після опитування, проведеного в 1986 році журналом Newsweek і Інститутом Ґеллапа, в якому 56 % американок ідентифікували себе як феміністки. Президентка, а також одна із засновниць — Елеонор Сміл, вибрала таку назву для організації, щоб відобразити результати опитування, маючи на увазі те, що більшість жінок є феміністками.
Фонд феміністської більшості є науково-освітньою організацією і видавцем журналу «Ms.». У 1987 році організацію заснували: Елеонор Сміл, Пег Йоркін, Кетрін Спіллар, Тоні Карабільйо і Джудіт Меулі. Фонд феміністської більшості став видавати журнал Ms. в 2001 році.

## Цілі і принципи
Фонд феміністської більшості займається питаннями репродуктивних прав та здоров'я жінок як в США, так і в інших країнах.
Основні принципи і цілі організації:
- Боротьба з усіма формами насильства проти жінок;
- Підтримка доступу до безпечних і легальних абортів, контрацептивів; фінансування і доступ за програмою Медикейд неповнолітнім, бідним та іммігранткам.
- Підтримка прав ЛГБТ, інтерсекс, квір і гендерно-варіативних людей.
- Ліквідація гендерної і расової нерівноправності в судовій системі.
- Досягнення рівних цивільних прав темношкірих і жінок за допомогою позитивних дій.

Фонд активно протистоїть будь-яким формам дискримінації за ознакою статі, гендеру, сексуальної орієнтації та гендерної ідентичності, раси, соціально-економічного статусу, віку, релігії, етнічної приналежності, сімейного стану, національного походження та фізичних можливостей.
Фонд реалізує такі програми і комплекси заходів:
- Проєкт доступу до національних клінік;
- Кампанія за здоров'я жінок;
- Програма руху за право на аборти (в коледжах і університетах);
- Глобальна кампанія щодо репродуктивних прав;
- Кампанія для афганських жінок і дівчаток[4];
- Програма екстреної контрацепції;
- Національний центр у справах жінок;
- Програма рівних прав в освіті;
- Доступність міфепристону[5][6] (екстрений контрацептив);
- Благодійні концерти Rock for Choice[en].

## Історії успіху
- Протягом 1989—1992 років Фонд феміністської більшості провів кампанію «Фемінізація влади», набравши безпрецедентне число жінок для висунення на урядові пости в США. Дана програма привела до подвоєння числа жінок в Конгресі США в 1992 році.[7]
- У 1992 році фонд підтримав поправку про рівні права штату Айова, а в 1996 році він допоміг протидіяти ініціативі проти зворотної дискримінації в Каліфорнії.
- У 2004 році Фонд феміністської більшості був одним з 5 основних організаторів прочойс протесту «Марш за життя жінок»[en], який залучив понад 1,15 мільйонів жінок і чоловіків в Вашингтон для підтримки репродуктивних прав.[8]
- У тому ж році фонду не вдалося провести виборчу ініціативу в Південній Дакоті для скасування державної заборони на аборти.[9]
- 23-24 березня 2013 року фонд провів свою 9-ту щорічну конференцію лідерок національного феміністського руху в Арлінгтоні, штат Вірджинія. На конференції були присутні такі доповідачки, як: Долорес Уерта (президентка Фонду Долорес Уерта, співзасновниця «United Farm Workers»), Моргана Річардсон (засновниця «Refuse The Silence»), Моніка Сімпсон (виконавча директорка «Sister Song»), Іванна Гонсалес.[10]

## Законодавство
Фонд феміністської більшості також є лідером в законодавчих перемогах жінок, включаючи внесення поправок в «Закон про цивільні права 1991 року», який передбачає відшкодування матеріальних збитків жінкам, які виграють у суді позови про сексуальні домагання і дискримінацію за ознакою статі; створення «Закону про сімейні та медичні відпустки 1993 року»; «Закон про насильство щодо жінок» і «Закон про вільне відвідування клінік»; прийняття в 1996 році заборони на використання зброї для осіб, які вчинили домашнє насильство; відновлення IX розділу в 1988 році, а потім успішний захист IX розділу від спроб Джорджа Буша протидіяти досягненням фемруху в 2003 році, а також інші перемоги.
В теперішній час Фонд феміністської більшості продовжує виступати за ратифікацію в США Конвенції щодо ліквідацію всіх форм дискримінації щодо жінок.